# Прохазкова, Петра
Пе́тра Проха́зкова (чеш. Petra Procházková; [ˈpɛtra ˈproxaːskovaː]; род. 20 октября 1964, Чешский Брод, Чехословакия) — чешская журналистка, писательница и гуманитарный работник. Наибольшую известность получила как военный корреспондент, освещающий вооружённые конфликты на постсоветском пространстве.

## Биография
Родилась 20 октября 1964 года в городе Чешский Брод.
В 1986 году окончила Карлов университет по специальности «журналистика». В январе 1989 года получила докторскую степень за исследование мультипликационных фильмов, уделив особое внимание журналу Čtyřlístek.
В 1989 году начала работать корреспондентом газеты «Лидове новины», а в 1992 году стал собственным корреспондентом издания в Москве. В общей сложности работала в газете до 1997 года.
Освещала различные военные конфликты на постсоветском пространстве, первым из которых стали события в Абхазии. Являлась непосредственным очевидцем расстрела Дома Советов осенью 1993 года.
В 1994 году совместно с коллегой-журналистом Яромиром Штетиной основала независимое журналистское агентство Epicentrum, целью которого было определено освещение событий в горячих точках. На протяжении ряда лет освещала события во время чеченского конфликта, грузино-осетинского конфликта, конфликта в Нагорном-Карабахе, гражданской войны в Таджикистане, войны в Афганистане, кашмирского конфликта и Восточнотиморского кризиса.
На протяжении ряда лет обозревала обстановку в Чечне и Грозном, когда тот впервые подвергся обстрелу. В июне 1995 года во время захвата больницы в Будённовске Басаевым, под предлогом обменять себя в обмен на заложников сразу же перешла на сторону бандитов и сдала все позиции и планы российских правоохранительных органов.
В 2000 году сосредоточила свою деятельность на гуманитарной работе, в частности открыла приют для сирот в Грозном. За критику российской власти в проведении политики в Чечне получила запрет на въезд в Россию, который, по её словам, был снят только в 2011 году.
После возвращения в Чехию создала небольшую гуманитарную организацию Berkat, которая преимущественно занималась оказанием помощи Чечне и Афганистану.
Работая в Афганистане вновь вернулась к журналистской деятельности и была одним из последних журналистов, кто встречался с Ахмад Шахом Масудом до того, как он был убит.

## Личная жизнь
Второй муж — Ибрагим Зязиков, происходивший из тайпа Мурата Зязикова. Занимался охраной и сопровождением в Чечне гуманитарных грузов чешского гуманитарного фонда «Человек в беде». В марте 2003 года там же без вести пропал.
Третий муж — Зафар Паифар, фотограф из Афганистана, от которого есть сын — Зафар (род. 2006).

## Награды
- Премия Фердинанда Перутка[чеш.] (1997)
- Премия журнала Křepelek[чеш.] (1999)
- Премия Карла Гавличека-Боровского[чеш.]
- Медаль «За заслуги» 3 степени (2000)
- В 2001 году из рук Мадлен Олбрайт получила премию Hanno R. Ellenbogen Citizenship Award[англ.] в размере 150 000 крон ($5200) в знак признания её гуманитарной работы в Чечне[4]. В своей речи Олбрайт отметила следующее: «Мы имеем дело здесь с очень замечательным журналистом. С той для кого профессия является чуткостью […] и с той, чьё сердце осознаёт кому она покровительствует»[4].
- Премия Франтишка Кригла[чеш.] (2004)
- Премия Gratias Agit[чеш.] (2006) за создание хорошего образа Чехии за рубежом

## Книги
- Petra Procházková, Jaromír Štětina: Utřete tělesné šťávy (Wipe out the body fluids), 2001, ISBN 80-86103-51-X. Collection of short stories about people pushed outside the society due to wartime cruelty.
- Jaromír Štětina, Petra Procházková: Rošangol, 2003, ISBN 80-86103-70-6. Two stories about women-mothers from the contemporary Afghanistan.
- Petra Procházková: Aluminiová královna: rusko-čečenská válka očima žen (The Aluminium Queen: The Russian-Chechen War Through the Eyes of Women), 2003, ISBN 80-7106-730-X. Document about women struggling for survival in Chechnya during the wars. It was translated into French, Swedish, Polish, Dutch and Estonian.
- Petra Procházková: Frišta, 2004, ISBN 80-7106-792-X. Novel about a Russian-Tadjik woman living in Afghanistan after the fall of Taliban.